# Pilar Garcia Sedas
Pilar Garcia Sedas (Barcelona, 1956) és una crítica literària i historiadora de l'art catalana.

## Biografia
Llicenciada en Filosofia i Lletres (secció de literatura espanyola) i en Filologia catalana per la Universitat de Barcelona. Doctora en Humanitats per la Universitat Pompeu Fabra. Des del 1989 fins a 1993 treballà a la Comissió Amèrica i Catalunya, adscrita al Departament de la Presidència de la Generalitat de Catalunya. Posteriorment, ha estat responsable de l'àrea de comunicació de la Filmoteca de Catalunya.
Membre del jurat del Premi d'Honor de les Lletres Catalanes (2009-2013) i del consell assessor de la Revista de Catalunya, col·laboradora de diverses publicacions especialitzades: Ínsula, Revista de Catalunya, Quadern (El País), Lars, Serra d'Or i Quimera. Participa en el portal Culturcat. i és investigadora qualificada a l'estranger de la Biblioteca Nacional de l'Uruguai, país on residí del 1963 al 1977.
Dedica els seus estudis a les relacions entre la literatura i la pintura durant el Modernisme, el Noucentisme i les avantguardes històriques catalanes i espanyoles a través de l'obra de Joaquim Torres-García, Rafael Barradas, Joan Pérez i Jorba, Humberto Rivas, José Rivas Panedas i Josep Maria de Sucre, així com els moviments artisticoliteraris de l'avantguarda espanyola i llatinoamericana i les seves relacions amb Catalunya.
La seva tesi doctoral Joan Pérez-Jorba, cronista, “passeur” i poeta en les avantguardes catalana i francesa analitza les relacions de Joan Pérez i Jorba amb els creadors de l’avantguarda francesa més rellevants: Guillaume Apollinaire, Pierre Albert-Birot, Max Jacob, Pierre Reverdy, Raymond Radiguet, entre d'altres.

## Selecció dels seus llibres
- Julio J. Casal (1889-1954). Alfarero y Poeta entre dos orillas, Montevideo: Biblioteca Nacional, Ministerio de Educación y Cultura, 2013, coautora amb Carlos García.
- El gallo viene en aeroplano. Humberto Rivas Panedas. Cartas mexicanas y poemas, Sevilla: Renacimiento, 2009.
- Historia del Centro Catalán de Rosario, Rosario (Argentina): Casal Català de Rosario, 2008.
- Alejandro García-Duran. Escolapio callejero por convicción en México, amb pròleg de Pasqual Maragall, Lleida: Milenium, 2008.
- Bibliografía de la vanguardia catalana, Frankfurt: Vervuert-Iberoamericana, 2005, amb direcció de Joaquim Molas.
- Josep M. de Sucre: de l'home, el poeta i l'agitador social, Barcelona, 2003.
- Anna Maria de Saavedra. Obra poètica 1919-29, Barcelona: Biblioteca de Catalunya, 2001, amb pòrtic de Miquel Batllori.
- Joaquim Torres-Garcia. Epistolari català. 1908-1936, Barcelona: Curial Edicions/Publicacions de l'Abadia de Montserrat, 1996.
- Joaquim Torres-Garcia i Rafael Barradas. Un diàleg escrit 1918-1928, Barcelona: Publicacions de l'Abadia de Montserrat, 1994. Edició castellana: Montevideo/Barcelona: Libertad Libros – Parsifal, 2001.
- Bibliografia i antologia crítica de les avantguardes literàries: Catalunya, edició de Joaquim Molas. Frankfurt: Vervuert-Iberoamericana, 2005.
- Circunvalación (revista literaria, México 1928-1929), ed. Facsimilar. Sevilla: Ulises, 2019.
- Joan Pérez-Jorba, cronista, “passeur” i poeta en les avantguardes catalana i francesa (tesi doctoral), Barcelona: Universitat Pompeu Fabra, 2023.
- Sagitario (revista literaria, México 1928-1929), ed. Facsimilar, coautora amb Carlos García. Sevilla: Ulises (en premsa).